# 弗格斯縣
弗格斯縣是美國蒙大拿州的一個縣，位於該州的地理中心，面積11,267平方公里。根據2010年人口普查，本縣共有人口11,586人。本縣的治所為劉易斯敦。
弗格斯縣成立於1885年，縣名紀念早期殖民者安德魯·弗格斯的父親。

## 地理

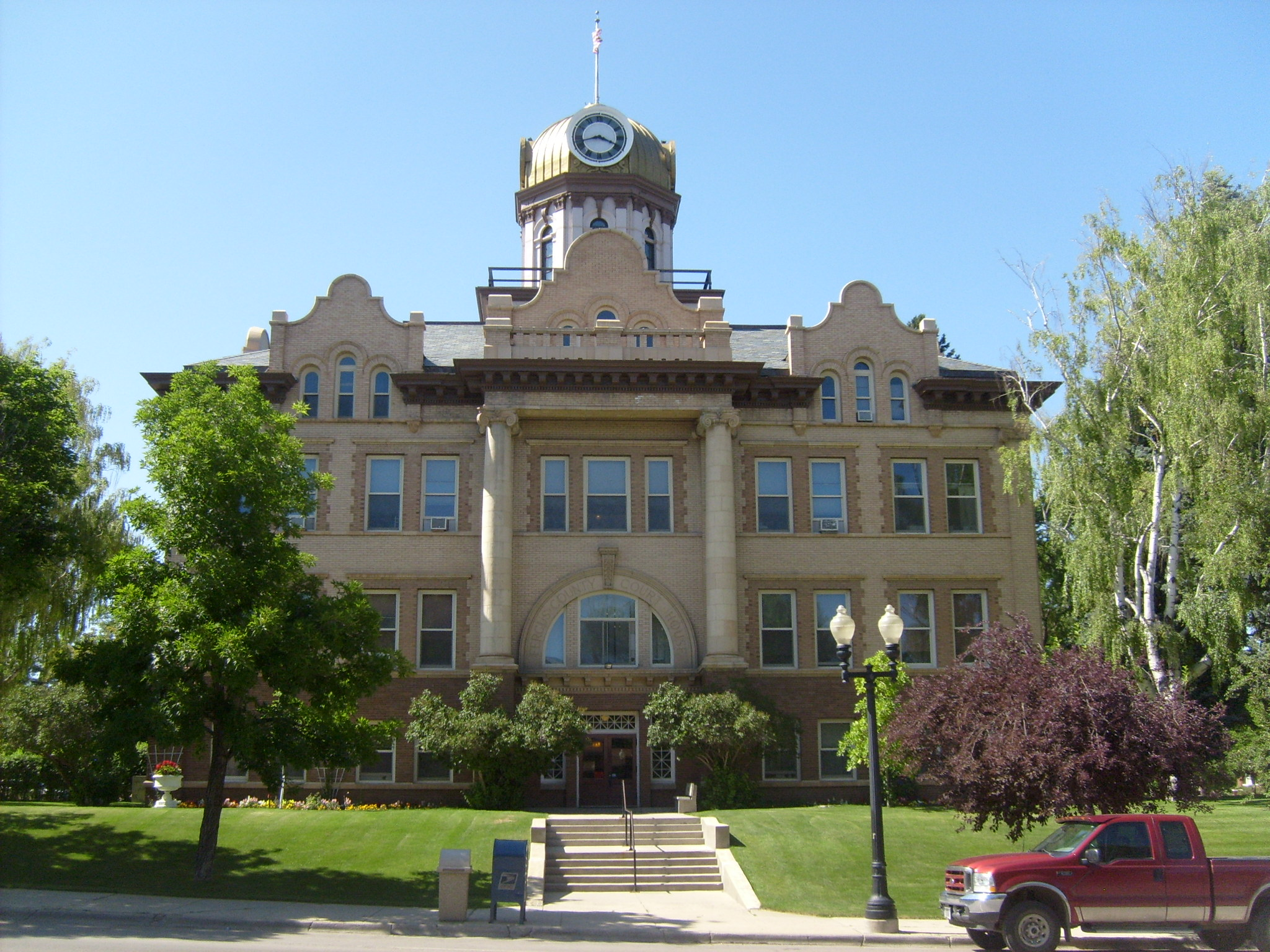
位於劉易斯敦的弗格斯縣法院

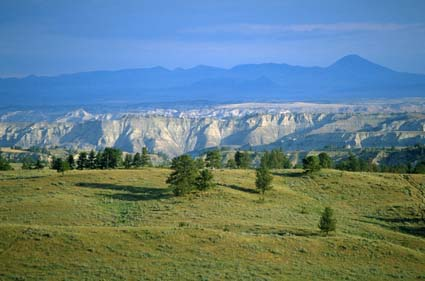
密蘇里河上遊斷層國家紀念區

根據2000年人口普查，弗格斯縣 的總面積為4,350平方英里（11,300平方），其中有4,339平方英里（11,240平方），即99.74%為陸地；11平方英里（28平方），即0.26%為水域。本縣既是新墨西哥州面積第八大的縣份，亦是美國面積第91大的縣份。

### 毗鄰縣
所有弗格斯縣的毗鄰縣皆為蒙大拿州的縣。
- 舒托縣：西北方
- 布萊恩縣：北方
- 菲臘斯縣：東北方
- 石油縣：東方
- 馬瑟爾謝爾縣：東南方
- 戈爾登瓦利縣：南方
- 惠特蘭縣：西南方
- 朱迪斯盆地縣：西方

### 國家保護區
- 查爾斯·羅素國家野生動物保護區（部分）
- 劉易斯和克拉克國家森林公園（部分）
- 上部密蘇里河斷層國家紀念區（部分）

## 人口
| 调查年            | 人口   | 备注 | %±     |
| ----------------- | ------ | ---- | ------ |
| 1890              | 3,514  |      | —      |
| 1900              | 6,937  |      | 97.4%  |
| 1910              | 17,385 |      | 150.6% |
| 1920              | 28,344 |      | 63.0%  |
| 1930              | 16,531 |      | −41.7% |
| 1940              | 14,040 |      | −15.1% |
| 1950              | 14,015 |      | −0.2%  |
| 1960              | 14,018 |      | 0.0%   |
| 1970              | 12,611 |      | −10.0% |
| 1980              | 13,076 |      | 3.7%   |
| 1990              | 12,083 |      | −7.6%  |
| 2000              | 11,893 |      | −1.6%  |
| 2010              | 11,586 |      | −2.6%  |
| [ 5 ] [ 6 ] [ 7 ] |        |      |        |

根據2000年人口普查，弗格斯縣擁有11,893居民、4,860住戶和3,197家庭。其人口密度為每平方英里3居民（每平方公里2居民）。本縣擁有5,558間房屋单位，其密度為每平方英里1間（每平方公里0.5間）。而人口是由97.1%白人、0.08%黑人、1.18%土著、0.19%亞洲人、0.29%其他種族和1.16%混血构成。而西班牙裔或拉丁美洲人佔了人口0.81%。在97.1%白人中，有24.5%為德國人、13%為挪威人，9.3%為 愛爾蘭人、以及9%為英國人。97.1%人口的母語為英語、1.2%為德語以及1.1%為西班牙語。
在4,860住户中，有28.7%擁有一個或以上的兒童（18歲以下）、56.1%為夫妻、6.7%為單親家庭、34.2%為非家庭、30.5%為獨居、13.9%住戶有同居長者。平均每戶有2.33人，而平均每個家庭則有2.91人。在11,893居民中，有24.5%為18歲以下、6.1%為18至24歲、23.6%為25至44歲、25.8%為45至64歲以及19.9%為65歲以上。人口的年齡中位數為42歲，女子對男子的性別比為100：94.8。成年人的性別比則為100：93.4。
本縣的住戶收入中位數為$30,409，而家庭收入中位數則為$36,609。男性的收入中位數為$27,260，而女性的收入中位數則為$18,138，人均收入為$15,808。約10.6%家庭和15.4%人口在貧窮線以下，包括19.4%兒童（18歲以下）及12.2%長者（65歲以上）。